# Adoretus hypudaeus
Adoretus hypudaeus är en skalbaggsart som beskrevs av Ohaus 1914. Adoretus hypudaeus ingår i släktet Adoretus och familjen Rutelidae. Inga underarter finns listade i Catalogue of Life.